# Max Liniger-Goumaz
Max Liniger-Goumaz (Berna, 8 ottobre 1930 – 13 aprile 2018) è stato un economista, sociologo, geografo e politologo svizzero, specializzato nello studio dell'Africa.
Era professore emerito di diverse scuole svizzere, premiato dall'Università di Ginevra e dalla Società Geografica di Parigi; dal 1998 fu membro onorario della Asociación Española de Africanistas e dal 1999 della Società Svizzera di Studi Africani.
Considerato uno dei massimi esperti in tema di Guinea Equatoriale, realizzò su di essa svariate pubblicazioni, tra cui la Bibliografía general (Les Editions du Temps, Genève), giunta ad oggi al XII volume e in continuo aggiornamento. I suoi studi hanno portato alla coniatura del termine "guineaequatorialogia".
Insegnò tra l'altro in Svizzera, nello Zaire e in Camerun organizzando vari corsi a proposito della geografia africana.

## Opere
- La Guinea equatoriale. Trenta anni di dittatura, L'Harmattan Italia, 2000
- La démocrature: Dictature camouflée, démocratie truquée, L'Harmattan, 1992
- L'Afrique à refaire: Vers un impôt planétaire, L'Harmattan, 1992
- De l'Africa des esclaves à l'Africa esclave, L'Harmattan, 1995
- La Guinée Equatoriale convoitée et opprimée, L'Harmattan, 2005, ISBN 2747591743
- Bibliografía General, Les Editions du Temps, Genève
- Brève histoire de la Guinée Équatoriale, L'Harmattan
- La Guinée équatoriale: Un pays méconnu, L'Harmattan
- ONU et dictatures: De la démocratie et des droits de l'homme, L'Harmattan

| Controllo di autorità | VIAF (EN) 61540159 · LCCN (EN) n50080613 · GND (DE) 121728544 · BNE (ES) XX961202 (data) · BNF (FR) cb11886794w (data) · J9U (EN, HE) 987007264490605171 |